# Et podria passar a tu
Et podria passar a tu (títol original en anglès It Could Happen to You) és una pel·lícula estatunidenca dirigida per Andrew Bergman i estrenada l'any 1994.	És un drama romàntic protagonitzat per Nicolas Cage i Bridget Fonda. És la història d'un oficial de polícia de la Ciutat de Nova York (Cage) que guanya la loteria i reparteix els seus guanys amb una cambrera (Fonda). Aquesta trama bàsica estava inspirada en una història real. Isaac Hayes té un paper com el periodista i fotògraf Angel de Dupree, que també és el narrador de la pel·lícula. Ha estat doblada al català.

## Argument
Les aspiracions de Charlie són ben senzilles: ser bon policia, ser servicial amb els veïns, estimar la seva dona Muriel i crear una família. En canvi Muriel en té d'altres, totes relacionades amb diners. És una perruquera pretensiosa i carregada d'ambició, que vol anar a viure a un barri de classe alta i deixar la mena de vida que fa amb Charlie. Ell coneix Yvonne en un cafè, una cambrera anguniejada perquè un marit que mai para per casa l'ha omplert de deutes. Charlie és tan bo que li promet que l'ajudarà amb la meitat dels diners que pugui obtenir del número de loteria que acaba de comprar, suposant que guanyi. I resulta que efectivament guanya, però Muriel es posa feta una fúria quan Charlie vol complir la promesa feta a Yvonne.

## Repartiment
- Nicolas Cage: Charlie Lang
- Bridget Fonda: Yvonne Biasi
- Rosie Perez: Muriel Lang
- Wendell Pierce: Bo Williams
- Isaac Hayes: Angel
- Víctor Rojas: Jesu
- Seymour Cassel: Jack Gross
- Stanley Tucci: Eddie Biasi
- J.E. Freeman: Sal Bontempo
- Red Buttons: Walter Zakuto
- Richard Jenkins: C. Vernon Hale
- Robert Dorfman: Walter
- Charles Busch: Timothy
- Beatrice Winde: Le juge
- Ginny Yang: Mme Sun